# Насибов, Парвиз Паша оглы
Парвиз Паша оглы Насибов (азерб. Pərviz Paşa oğlu Nəsibov, укр. Парві́з Паша-огли Насі́бов; род. 18 августа 1998, Муганлы, Агстафинский район) — украинский борец греко-римского стиля, двукратный серебряный призёр Олимпийских игр (2020, 2024) и бронзовый призёр чемпионатов Европы (2023, 2024).

## Биография
Родился в 1998 году в селе Муганлы Акстафинского района в азербайджанской семье. Прожил в родном селе до шести лет. Увлёкся спортом ещё в родном селе, на протяжении одного года посещал секцию по вольной борьбе. В 2004 году Парвиз переехал с семьёй в украинский Николаев, где перешёл на греко-римский стиль. 
В марте 2017 года на Кубке мира в иранском Абадане стал единственным украинским борцом, который провёл все схватки без поражений, хотя сборная завершила выступление на 6 месте.

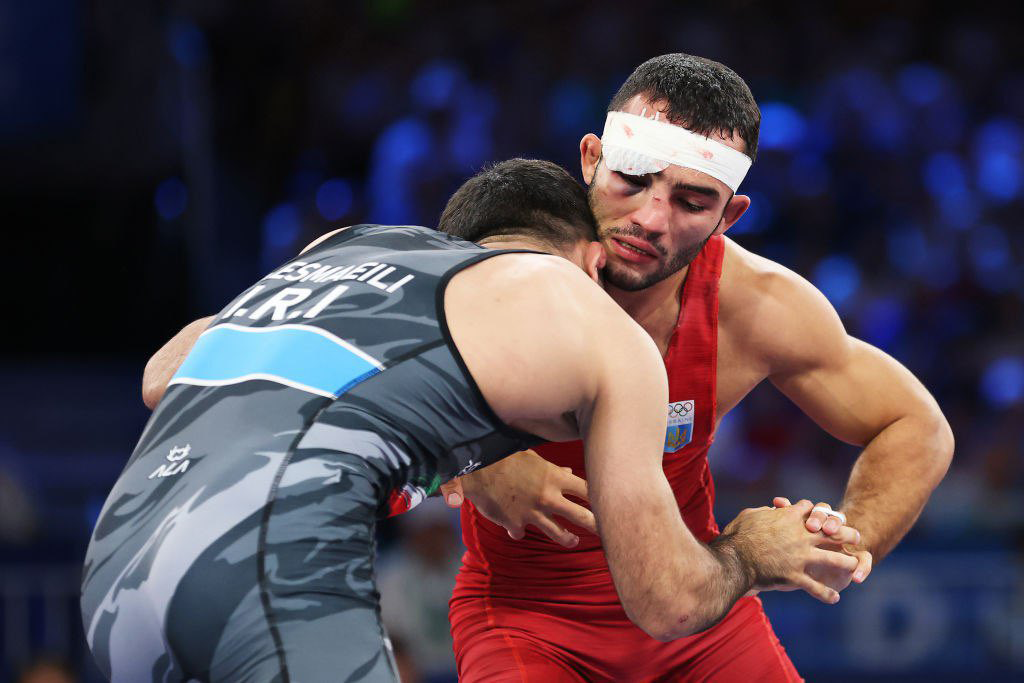
Насибов на Олимпийских играх 2024

В июле 2017 года в немецком Дортмунде стал чемпионом Европы среди юниоров, поборов в финале грузина Георгия Куртанидзе. В сентябре 2018 года в словацкой Трнаве стал бронзовым призёром юниорского чемпионата мира.
В мае 2021 года на мировом лицензионном турнире в Софии завоевал путёвку на Олимпийские игры в Токио. 4 августа 2021 года стал серебряным призёром Олимпийских игр в Токио.
В апреле 2024 года на Европейском квалификационном турнире в Баку ему удалось завоевать лицензию на летние Олимпийские игры 2024 в весовой категории до 67 кг. 8 августа 2024 года стал серебряным призёром Олимпийских игр в Париже.

## Спортивные результаты
- Чемпионат Европы среди кадетов 2014 — ;
- Чемпионат мира среди кадетов 2014 — ;
- Чемпионат Европы среди юниоров 2015 — ;
- Чемпионат Европы среди кадетов 2015 — ;
- Чемпионат мира среди кадетов 2015 — ;
- Чемпионат Европы среди юниоров 2016 — ;
- Чемпионат Украины по вольной борьбе 2016 — ;
- Чемпионат Европы среди юниоров 2017 — ;
- Чемпионат мира среди юниоров 2017 — ;
- Летние Олимпийские игры 2020 — ;
- Чемпионат Украины по греко-римской борьбе 2022 — ;

## Награды
- Орден «За заслуги» II степени (23 августа 2024) — за достижение высоких спортивных результатов на ХХХІІІ летних Олимпийских играх в городе Париже (Французская Республика), проявленные самоотверженность и волю к победе, утверждение международного авторитета Украины[11].
- Орден «За заслуги» III степени (16 августа 2021) — за достижение высоких спортивных результатов на ХХХІІ летних Олимпийских играх в городе Токио (Япония), проявленные самоотверженность и волю к победе[12].